# Jean Servais Stas
Jean Servais Stas (født 21. august 1813 i Louvain, død 13. december 1891 i Bryssel) var en belgisk kemiker. 
Allerede som 22-årig opdagede Stas i Forening med de Koninck Floridzinet i
Æbletræets Rodbak, og hans Undersøgelse af dette Stof vakte i den Grad Samtidens Beundring, at
Dumas tog ham til Medhjælper ved mange af sine Arbejder. Berømtest af disse blev
Bestemmelsen af Kulstoffets Atomvægt, der fandtes at være et helt Tal, nemlig 12, hvilket støttede
Prouts Hypotese om, at alle Atomvægte var Multipla af Brintens. En væsentlig Del af
S.s Livsarbejde blev Bestemmelsen af forskellige vigtige Grundstoffers Atomvægte; han udførte
dette Arbejde med en Nøjagtighed, som ingen Sinde før var opnaaet, og han har ved de
Forarbejder, som maatte udføres for at tilvejebringe rene Forbindelser til disse Undersøgelser, og
ved selve Forsøgene beriget Kemien med en stor Række betydningsfulde Kendsgerninger og
værdifulde Fremstillingsmaader. Disse Bestemmelser viste tillige, at Grundstoffernes Atomvægte
er ganske uafhængige af Tryk, Temp. og Sammensætning af de kem. Forbindelser, hvori de
indgaar. Særlig karakteristisk for S. er hans vidtgaaende Fordringer til Renheden af de
Stoffer, han undersøger; det tog saaledes 11 Aar at fremstille tilstrækkeligt rene Stoffer til
at vise, at disses Spektrallinier ikke forandres væsentligt med Temp.
Stas var allerede tidlig bleven ansat som professor i Kemi ved Militærskolen i Brussel, en Stilling
han 25 Aar senere maatte opgive paa Grund af en Strubelidelse, hvorefter han blev valgt til
Præsident for Kommissionen for Mønt, Maal og Vægt i Brüssel; af den belg. Regering blev han
delegeret til den internationale Meterkommission, i hvis Arbejder han tog fremragende Del.
1841 blev han Medlem af Akademiet i Brüssel, 1880 korresponderende Medlem af Académie des
sciences i Paris; han var Æresmedlem af Royal society i London og havde af dette Selskab faaet
Davy-Medaillen; ligeledes var hans Æresmedlem af det tyske kem. Selskab i Berlin og
Medlem af forsk. Landes Akademier. Hans Arbejder er for en stor Del offentliggjorte i det
belgiske Akademis Skrifter; de blev senere samlet i Œuvres complètes i 3 Bind (1895).